# Вулиця Петра Калнишевського (Житомир)
Вулиця Петра Калнишевського  — вулиця в Богунському районі міста Житомир.
Названа на честь останнього кошового отамана Запорізької Січі Петра Калнишевського.

## Розташування
Бере початок від вулиці Северина Наливайка та прямує на південний схід. Перетинається з 2-м провулком Тургєнєва.
Довжина вулиці — 700 м.

## Історія
Попередні назви — Жовтнева та Ворошилова. Відповідно до розпорядження Житомирського міського голови від 19 лютого 2016 року № 112 «Про перейменування топонімічних об'єктів та демонтаж пам'ятних знаків у м. Житомирі», перейменована на вулицю Петра Калнишевського.